# تصفيات أمريكا الجنوبية لكأس العالم 2010
تلعب فرق قارة أمريكا الجنوبية العشرة للتنافس على 4,5 مقعد لبطولة كأس العالم لكرة القدم 2010، وطريقة التصفيات هي الطريقة المعتادة، حيث تلعب الفرق العشرة بنظام الدوري، وسيتأهل أول أربعة فرق مباشرة إلى النهائيات، بينما سيلعب صاحب المركز الخامس مع فريق من قارة أمريكا الشمالية في مباراتين ذهاب وإياب.

## الجدول
| فريق       | نقاط | لعب | فاز | تعادل | خسر | له | عليه | +\- |
| ---------- | ---- | --- | --- | ----- | --- | -- | ---- | --- |
| البرازيل   | 34   | 18  | 9   | 7     | 2   | 33 | 11   | +22 |
| باراغواي   | 33   | 18  | 10  | 3     | 4   | 24 | 14   | +10 |
| تشيلي      | 30   | 18  | 9   | 3     | 5   | 31 | 22   | +9  |
| الأرجنتين  | 28   | 18  | 8   | 4     | 6   | 23 | 20   | +3  |
| الأوروغواي | 24   | 18  | 6   | 6     | 6   | 28 | 20   | +8  |
| الإكوادور  | 23   | 18  | 6   | 5     | 6   | 22 | 25   | -3  |
| فنزويلا    | 21   | 18  | 6   | 3     | 8   | 23 | 29   | -6  |
| كولومبيا   | 20   | 18  | 6   | 5     | 7   | 14 | 18   | -4  |
| بوليفيا    | 12   | 18  | 4   | 3     | 11  | 22 | 36   | -14 |
| بيرو       | 10   | 18  | 3   | 4     | 11  | 11 | 34   | -23 |

| L\V        | الأرجنتين | بوليفيا | البرازيل | تشيلي | كولومبيا | الإكوادور | باراغواي | بيرو | الأوروغواي | فنزويلا |
| الأرجنتين  |           | 3:0     | 1:3      | 2:0   | 1:0      | 1:1       | 1:1      |      | 2:1        | 4:0     |
| بوليفيا    | 6:1       |         |          | 0:2   | 0:0      | 1:3       | 4:2      | 3:0  | 2:2        | 0:1     |
| البرازيل   | 0:0       | 0:0     |          | 4:2   | 0:0      | 5:0       | 2:1      | 3:0  | 2:1        |         |
| تشيلي      | 1:0       | 4:0     | 0:3      |       | 4:0      |           | 0:3      | 2:0  | 0:0        | 2:2     |
| كولومبيا   | 2:1       | 2:0     | 0:0      |       |          | 2:0       | 0:1      | 1:0  | 0:1        | 1:0     |
| الإكوادور  | 2:0       | 3:1     | 1:1      | 1:0   | 0:0      |           | 1:1      | 5:1  |            | 0:1     |
| باراغواي   | 1:0       | 1:0     | 2:0      | 0:2   |          | 5:1       |          | 1:0  | 1:0        | 2:0     |
| بيرو       | 1:1       |         | 1:1      | 1:3   | 1:1      | 1:2       | 0:0      |      | 1:0        | 1:0     |
| الأوروغواي |           | 5:0     | 0:4      | 2:2   | 3:1      | 0:0       | 2:0      | 6:0  |            | 1:1     |
| فنزويلا    | 0:2       | 5:3     | 0:4      | 2:3   | 2:0      | 3:1       |          | 3:1  | 2:2        |         |

- تأهلت البرازيل ، تشيلي ، الباراغواي ، و الأرجنتين في بطولة كأس العالم .[1][2][3]
- تأهلت الأوروغواي إلى الملحق القاري .

في 24 نوفمبر 2008 قرر الاتحاد الدولي لكرة القدم ايقاف اتحاد بيرو لكرة القدم من المشاركة في جميع البطولات نتيجة لتدخل الحكومة في إدارته ثم تم رفع الإيقاف في 20 ديسمبر 2008 .

## النتائج
تم إقامة التصفيات بنظام الدوري الكامل كما حدث في تصفيات كأس العالم 2006 .

### الجولة 1
| الأوروغواي                                                                                     | 5 – 0   | بوليفيا |
| ---------------------------------------------------------------------------------------------- | ------- | ------- |
| لويس سواريز 4' · دييغو فورلان 38' · سيباستيان أبريو 48' · فيسنتي سانشيز 67' · كارلوس بوينو 83' | التقرير |         |

| الأرجنتين                   | 2 – 0   | تشيلي |
| --------------------------- | ------- | ----- |
| خوان رومان ريكيلمي 27'، 45' | التقرير |       |

| الإكوادور | 0 – 1   | فنزويلا             |
| --------- | ------- | ------------------- |
|           | التقرير | خوسيه مانويل ري 68' |

| بيرو | 0 – 0   | باراغواي |
| ---- | ------- | -------- |
|      | التقرير |          |

| كولومبيا | 0 – 0   | البرازيل |
| -------- | ------- | -------- |
|          | التقرير |          |

### الجولة 2
| فنزويلا | 0 – 2   | الأرجنتين                            |
| ------- | ------- | ------------------------------------ |
|         | التقرير | غابرييل ميليتو 16' · ليونيل ميسي 43' |

| بوليفيا | 0 – 0   | كولومبيا |
| ------- | ------- | -------- |
|         | التقرير |          |

| تشيلي                                     | 2 – 0   | بيرو |
| ----------------------------------------- | ------- | ---- |
| هومبيرتو سوازو 11' · ماتياس فيرنانديز 51' | التقرير |      |

| باراغواي          | 1 – 0   | الأوروغواي |
| ----------------- | ------- | ---------- |
| نيلسون فالديز 14' | التقرير |            |

| البرازيل                                                   | 5 – 0   | الإكوادور |
| ---------------------------------------------------------- | ------- | --------- |
| فاغنر لوف 19' · رونالدينو 71' · كاكا 77'، 85' · إيلانو 83' | التقرير |           |

### الجولة 3
| الأرجنتين                                       | 3 – 0   | بوليفيا |
| ----------------------------------------------- | ------- | ------- |
| سيرخيو أغويرو 40' · خوان رومان ريكيلمي 56'، 74' | التقرير |         |

| كولومبيا              | 1 – 0   | فنزويلا |
| --------------------- | ------- | ------- |
| روبن داريو بوستوس 82' | التقرير |         |

| باراغواي                                                                              | 5 – 1   | الإكوادور        |
| ------------------------------------------------------------------------------------- | ------- | ---------------- |
| نيلسون فالديز 8' · كريستيان ريفيروس 26'، 87' · روكي سانتا كروز 50' · نيستور أيالا 82' | التقرير | إيفان كافيدس 79' |

| الأوروغواي                            | 2 – 2   | تشيلي                               |
| ------------------------------------- | ------- | ----------------------------------- |
| لويس سواريز 42' · سيباستيان أبريو 81' | التقرير | مارتشيلو سالاس 59'، 70' (ركلة جزاء) |

| بيرو                   | 1 – 1   | البرازيل |
| ---------------------- | ------- | -------- |
| خوان مانويل فارغاس 72' | التقرير | كاكا 41' |

### الجولة 4
| فنزويلا                                                                         | 5 – 3   | بوليفيا                                        |
| ------------------------------------------------------------------------------- | ------- | ---------------------------------------------- |
| دانييل أريزميندي 20'، 40' · أليخاندرو غيرا 81' · جيانكارلو مالدونادو 89'، 90+1' | التقرير | مارسيلو مورينو 19'، 77' · خوان كارلوس أركي 27' |

| كولومبيا                                 | 2 – 1   | الأرجنتين       |
| ---------------------------------------- | ------- | --------------- |
| روبن داريو بوستوس 62' · دايرو مورينو 82' | التقرير | ليونيل ميسي 36' |

| الإكوادور                                                        | 5 – 1   | بيرو               |
| ---------------------------------------------------------------- | ------- | ------------------ |
| والتر أيوفي 10'، 48' · إيفان كافيدس 24' · إيدسون مينديز 44'، 62' | التقرير | أندريس ميندوزا 86' |

| البرازيل              | 2 – 1   | الأوروغواي         |
| --------------------- | ------- | ------------------ |
| لويس فابيانو 45'، 64' | التقرير | سيباستيان أبريو 9' |

| تشيلي | 0 – 3   | باراغواي                                         |
| ----- | ------- | ------------------------------------------------ |
|       | التقرير | سالفادور كاباناس 24' · باولو دا سيلفا 45+1'، 56' |

### الجولة 5
| الأوروغواي       | 1 – 1   | فنزويلا           |
| ---------------- | ------- | ----------------- |
| دييغو لوغانو 12' | التقرير | رونالد فارغاس 56' |

| بيرو                    | 1 – 1   | كولومبيا         |
| ----------------------- | ------- | ---------------- |
| خوان كارلوس مارينيو 40' | التقرير | هوغو روداليغا 8' |

| باراغواي                                   | 2 – 0   | البرازيل |
| ------------------------------------------ | ------- | -------- |
| روكي سانتا كروز 26' · سالفادور كاباناس 49' | التقرير |          |

| الأرجنتين           | 1 – 1   | الإكوادور            |
| ------------------- | ------- | -------------------- |
| رودريغو بالاسيو 89' | التقرير | باتريسيو أوروتيا 69' |

| بوليفيا | 0 – 2   | تشيلي               |
| ------- | ------- | ------------------- |
|         | التقرير | غاري ميديل 29'، 76' |

### الجولة 6
| الأوروغواي                                                                          | 6 – 0   | بيرو |
| ----------------------------------------------------------------------------------- | ------- | ---- |
| دييغو فورلان 8'، 38' (ركلة جزاء)، 57' · كارلوس بوينو 61'، 69' · سيباستيان أبريو 90' | التقرير |      |

| بوليفيا                                                         | 4 – 2   | باراغواي                                |
| --------------------------------------------------------------- | ------- | --------------------------------------- |
| خواكين بوتيرو 23'، 70' · رونالد غارسيا 25' · مارسيلو مورينو 76' | التقرير | روكي سانتا كروز 66' · نيلسون فالديز 82' |

| الإكوادور | 0 – 0   | كولومبيا |
| --------- | ------- | -------- |
|           | التقرير |          |

| البرازيل | 0 – 0   | الأرجنتين |
| -------- | ------- | --------- |
|          | التقرير |           |

| فنزويلا                                   | 2 – 3   | تشيلي                                                    |
| ----------------------------------------- | ------- | -------------------------------------------------------- |
| جيانكارلو مالدونادو 59' · خوان أرانغو 80' | التقرير | هومبيرتو سوازو 65' (ركلة جزاء)، 90+2' · غونزالو خارا 72' |

### الجولة 7
| الأرجنتين         | 1 – 1   | باراغواي                   |
| ----------------- | ------- | -------------------------- |
| سيرخيو أغويرو 60' | التقرير | غابريل هاينزه 13' (بالخطأ) |

| الإكوادور                                                                 | 3 – 1   | بوليفيا           |
| ------------------------------------------------------------------------- | ------- | ----------------- |
| فيليبي كايسيدو 21' · إيدسون مينديز 51' (ركلة جزاء) · كريستيان بينيتيز 72' | التقرير | خواكين بوتيرو 40' |

| كولومبيا | 0 – 1   | الأوروغواي           |
| -------- | ------- | -------------------- |
|          | التقرير | سيباستيان إغورين 15' |

| بيرو           | 1 – 0   | فنزويلا |
| -------------- | ------- | ------- |
| بييرو ألفا 39' | التقرير |         |

| تشيلي | 0 – 3   | البرازيل                            |
| ----- | ------- | ----------------------------------- |
|       | التقرير | لويس فابيانو 21'، 83' · روبينهو 45' |

### الجولة 8
| باراغواي                                 | 2 – 0   | فنزويلا |
| ---------------------------------------- | ------- | ------- |
| كريستيان ريفيروس 28' · نيلسون فالديز 45' | التقرير |         |

| الأوروغواي | 0 – 0   | الإكوادور |
| ---------- | ------- | --------- |
|            | التقرير |           |

| تشيلي                                                                              | 4 – 0   | كولومبيا |
| ---------------------------------------------------------------------------------- | ------- | -------- |
| غونزالو خارا 26' · هومبيرتو سوازو 38' · إسماعيل فوينتيس 48' · ماتياس فيرنانديز 71' | التقرير |          |

| البرازيل | 0 – 0   | بوليفيا |
| -------- | ------- | ------- |
|          | التقرير |         |

| بيرو             | 1 – 1   | الأرجنتين           |
| ---------------- | ------- | ------------------- |
| يوهان فانو 90+3' | التقرير | استبان كامبياسو 82' |

### الجولة 9
| بوليفيا                                   | 3 – 0   | بيرو |
| ----------------------------------------- | ------- | ---- |
| خواكين بوتيرو 4'، 16' · رونالد غارسيا 81' | التقرير |      |

| الأرجنتين                          | 2 – 1   | الأوروغواي       |
| ---------------------------------- | ------- | ---------------- |
| ليونيل ميسي 6' · سيرخيو أغويرو 13' | التقرير | دييغو لوغانو 40' |

| كولومبيا | 0 – 1   | باراغواي            |
| -------- | ------- | ------------------- |
|          | التقرير | سالفادور كاباناس 9' |

| فنزويلا | 0 – 4   | البرازيل                                 |
| ------- | ------- | ---------------------------------------- |
|         | التقرير | كاكا 6' · روبينهو 10'، 67' · أدريانو 19' |

| الإكوادور            | 1 – 0   | تشيلي |
| -------------------- | ------- | ----- |
| كريستيان بينيتيز 71' | التقرير |       |

### الجولة 10
| بوليفيا                 | 2 – 2   | الأوروغواي                             |
| ----------------------- | ------- | -------------------------------------- |
| مارسيلو مورينو 15'، 41' | التقرير | كارلوس بوينو 64' · سيباستيان أبريو 88' |

| باراغواي           | 1 – 0   | بيرو |
| ------------------ | ------- | ---- |
| أوسكار كاردوزو 81' | التقرير |      |

| تشيلي               | 1 – 0   | الأرجنتين |
| ------------------- | ------- | --------- |
| فابيان أوريلانا 35' | التقرير |           |

| البرازيل | 0 – 0   | كولومبيا |
| -------- | ------- | -------- |
|          | التقرير |          |

| فنزويلا                                                          | 3 – 1   | الإكوادور     |
| ---------------------------------------------------------------- | ------- | ------------- |
| جيانكارلو مالدونادو 48' · أليخاندرو مورينو 56' · خوان أرانغو 67' | التقرير | إزاك مينا 12' |

### الجولة 11
| الأوروغواي                          | 2 – 0   | باراغواي |
| ----------------------------------- | ------- | -------- |
| دييغو فورلان 28' · دييغو لوغانو 57' | التقرير |          |

| الأرجنتين                                                                                 | 4 – 0   | فنزويلا |
| ----------------------------------------------------------------------------------------- | ------- | ------- |
| ليونيل ميسي 26' · كارلوس ألبرتو تيفيز 47' · ماكسيميليانو رودريغيز 51' · سيرخيو أغويرو 73' | التقرير |         |

| كولومبيا                               | 2 – 0   | بوليفيا |
| -------------------------------------- | ------- | ------- |
| ماكنيلي توريس 26' · واسون رينتيريا 88' | التقرير |         |

| الإكوادور          | 1 – 1   | البرازيل           |
| ------------------ | ------- | ------------------ |
| كريستيان نوبوا 89' | التقرير | جوليو بابتيستا 72' |

| بيرو           | 1 – 3   | تشيلي                                                                      |
| -------------- | ------- | -------------------------------------------------------------------------- |
| يوهان فانو 34' | التقرير | أليكسيس سانتشيز 2' · هومبيرتو سوازو 32' (ركلة جزاء) · ماتياس فيرنانديز 70' |

### الجولة 12
| فنزويلا                             | 2 – 0   | كولومبيا |
| ----------------------------------- | ------- | -------- |
| نيكولاس فيدور 78' · خوان أرانغو 82' | التقرير |          |

| بوليفيا                                                                                            | 6 – 1   | الأرجنتين          |
| -------------------------------------------------------------------------------------------------- | ------- | ------------------ |
| مارسيلو مورينو 12' · خواكين بوتيرو 34' (ركلة جزاء)، 55'، 66' · أليكس دا روزا 45' · ديدي توريكو 87' | التقرير | لوتشو غونزاليز 25' |

| الإكوادور          | 1 – 1   | باراغواي            |
| ------------------ | ------- | ------------------- |
| كريستيان نوبوا 63' | التقرير | إدغار بينيتيز 90+2' |

| تشيلي | 0 – 0   | الأوروغواي |
| ----- | ------- | ---------- |
|       | التقرير |            |

| البرازيل                                            | 3 – 0   | بيرو |
| --------------------------------------------------- | ------- | ---- |
| لويس فابيانو 18' (ركلة جزاء)، 27' · فيليبي ميلو 64' | التقرير |      |

### الجولة 13
| الأوروغواي | 0 – 4   | البرازيل                                                              |
| ---------- | ------- | --------------------------------------------------------------------- |
|            | التقرير | دانييل ألفيز 12' · جوان 36' · لويس فابيانو 52' · كاكا 75' (ركلة جزاء) |

| بوليفيا | 0 – 1   | فنزويلا                    |
| ------- | ------- | -------------------------- |
|         | التقرير | رونالد ريفيرو 33' (بالخطأ) |

| الأرجنتين       | 1 – 0   | كولومبيا |
| --------------- | ------- | -------- |
| دانييل دياز 56' | التقرير |          |

| باراغواي | 0 – 2   | تشيلي                                     |
| -------- | ------- | ----------------------------------------- |
|          | التقرير | ماتياس فيرنانديز 13' · هومبيرتو سوازو 50' |

| بيرو                   | 1 – 2   | الإكوادور                                 |
| ---------------------- | ------- | ----------------------------------------- |
| خوان مانويل فارغاس 52' | التقرير | خيفيرسون مونتيرو 38' · كارلوس تينوريو 59' |

### الجولة 14
| الإكوادور                            | 2 – 0   | الأرجنتين |
| ------------------------------------ | ------- | --------- |
| والتر أيوفي 72' · بابلو بالاسيوس 83' | التقرير |           |

| كولومبيا           | 1 – 0   | بيرو |
| ------------------ | ------- | ---- |
| راداميل فالكاو 25' | التقرير |      |

| البرازيل                 | 2 – 1   | باراغواي             |
| ------------------------ | ------- | -------------------- |
| روبينهو 40' · نيلمار 49' | التقرير | سالفادور كاباناس 25' |

| تشيلي                                                          | 4 – 0   | بوليفيا |
| -------------------------------------------------------------- | ------- | ------- |
| جان بوسيجور 43' · ماركو استرادا 74' · أليكسيس سانتشيز 78'، 88' | التقرير |         |

| فنزويلا                                      | 2 – 2   | الأوروغواي                         |
| -------------------------------------------- | ------- | ---------------------------------- |
| جيانكارلو مالدونادو 9' · خوسيه مانويل ري 74' | التقرير | لويس سواريز 60' · دييغو فورلان 72' |

### الجولة 15
| كولومبيا                                     | 2 – 0   | الإكوادور |
| -------------------------------------------- | ------- | --------- |
| جاكسون مارتينيز 82' · تيوفيلو غوتييريز 90+4' | التقرير |           |

| بيرو              | 1 – 0   | الأوروغواي |
| ----------------- | ------- | ---------- |
| هرنان رينجيفو 86' | التقرير |            |

| باراغواي                           | 1 – 0   | بوليفيا |
| ---------------------------------- | ------- | ------- |
| سالفادور كاباناس 45+1' (ركلة جزاء) | التقرير |         |

| الأرجنتين        | 1 – 3   | البرازيل                           |
| ---------------- | ------- | ---------------------------------- |
| خيسوس داتولو 65' | التقرير | لويزاو 23' · لويس فابيانو 30'، 68' |

| تشيلي                               | 2 – 2   | فنزويلا                                         |
| ----------------------------------- | ------- | ----------------------------------------------- |
| أرتورو فيدال 11' · رودريغو ميار 53' | التقرير | جيانكارلو مالدونادو 34' · خوسيه مانويل ري 45+1' |

### الجولة 16
| بوليفيا             | 1 – 3   | الإكوادور                                                  |
| ------------------- | ------- | ---------------------------------------------------------- |
| خيراردو يسيروتي 85' | التقرير | إيدسون مينديز 4' · لويس فالنسيا 46' · كريستيان بينيتيز 66' |

| الأوروغواي                                               | 3 – 1   | كولومبيا            |
| -------------------------------------------------------- | ------- | ------------------- |
| لويس سواريز 7' · أندريس سكوتي 77' · سيباستيان إغورين 87' | التقرير | جاكسون مارتينيز 63' |

| باراغواي          | 1 – 0   | الأرجنتين |
| ----------------- | ------- | --------- |
| نيلسون فالديز 27' | التقرير |           |

| البرازيل                                  | 4 – 2   | تشيلي                                 |
| ----------------------------------------- | ------- | ------------------------------------- |
| نيلمار 31'، 74'، 76' · جوليو بابتيستا 40' | التقرير | هومبيرتو سوازو 45+1' (ركلة جزاء)، 52' |

| فنزويلا                                    | 3 – 1   | بيرو                        |
| ------------------------------------------ | ------- | --------------------------- |
| نيكولاس فيدور 33'، 52' · رونالد فارغاس 65' | التقرير | خوان فوينمايور 41' (بالخطأ) |

### الجولة 17
| الأرجنتين                                 | 2 – 1   | بيرو              |
| ----------------------------------------- | ------- | ----------------- |
| غونزالو هيغواين 48' · مارتن باليرمو 90+2' | التقرير | هرنان رينجيفو 89' |

| كولومبيا                                 | 2 – 4   | تشيلي                                                                          |
| ---------------------------------------- | ------- | ------------------------------------------------------------------------------ |
| جاكسون مارتينيز 14' · جيوفاني مورينو 53' | التقرير | والدو بونس 34' · هومبيرتو سوازو 35' · خورخي فالديفيا 71' · فابيان أوريلانا 78' |

| الإكوادور        | 1 – 2   | الأوروغواي                                       |
| ---------------- | ------- | ------------------------------------------------ |
| لويس فالنسيا 68' | التقرير | لويس سواريز 69' · دييغو فورلان 90+3' (ركلة جزاء) |

| فنزويلا            | 1 – 2   | باراغواي                                  |
| ------------------ | ------- | ----------------------------------------- |
| ألكسندر روندون 85' | التقرير | سالفادور كاباناس 56' · أوسكار كاردوزو 80' |

| بوليفيا                                          | 2 – 1   | البرازيل   |
| ------------------------------------------------ | ------- | ---------- |
| إدغار رولاندو أوليفاريس 10' · مارسيلو مورينو 32' | التقرير | نيلمار 70' |

### الجولة 18
| بيرو           | 1 – 0   | بوليفيا |
| -------------- | ------- | ------- |
| يوهان فانو 54' | التقرير |         |

| البرازيل | 0 – 0   | فنزويلا |
| -------- | ------- | ------- |
|          | التقرير |         |

| تشيلي              | 1 – 0   | الإكوادور |
| ------------------ | ------- | --------- |
| هومبيرتو سوازو 53' | التقرير |           |

| الأوروغواي | 0 – 1   | الأرجنتين        |
| ---------- | ------- | ---------------- |
|            | التقرير | ماريو بولاتي 84' |

| باراغواي | 0 – 2   | كولومبيا                             |
| -------- | ------- | ------------------------------------ |
|          | التقرير | أدريان راموس 61' · هوغو روداليغا 80' |

## الملحق ضم منتخب من أمريكا الشمالية
المنتخب الذي احتل المركز الرابع في الدور الرابع من تصفيات أمريكا الشمالية سيواجه المنتخب الذي احتل المركز الخامس في تصفيات أمريكا الجنوبية . الفائز من مباراتي الذهاب والإياب سيتأهل إلى بطولة كأس العالم 2010 . أجريت القرعة لتحديد من سيلعب على ملعبه أولا حيث أقيمت القرعة في 2 يونيو 2009 ناساو ، البهاما أثناء إقامة الجمعية العمومية للاتحاد الدولي لكرة القدم .
| المنتخب 1 | مجموع المباراتين | المنتخب 2  | مباراة الذهاب | مباراة الإياب |
| --------- | ---------------- | ---------- | ------------- | ------------- |
| كوستاريكا | 2-1              | الأوروغواي | 1-0           | 1-1           |

## الهدافون
تم تسجيل 234 هدف في 92 مباراة بمعدل 2.54 هدف في المباراة الواحدة .
عشرة أهداف
- هومبيرتو سوازو

تسعة أهداف
- لويس فابيانو

ثمانية أهداف
- خواكين بوتيرو

سبعة أهداف
| - مارسيلو مورينو | - دييغو فورلان |  |

ستة أهداف
| - سالفادور كاباناس | - سيباستيان أبريو | - جيانكارلو مالدونادو |

خمسة أهداف
| - كاكا - نيلمار | - نيلسون فالديز | - لويس سواريز |

أربعة أهداف
| - سيرخيو أغويرو - ليونيل ميسي - خوان رومان ريكيلمي | - روبينهو - ماتياس فيرنانديز - إيدسون مينديز | - كارلوس بوينو - دييغو لوغانو |

ثلاثة أهداف
| - أليكسيس سانتشيز - جاكسون مارتينيز - والتر أيوفي - كريستيان بينيتيز | - كريستيان ريفيروس - روكي سانتا كروز - يوهان فانو - خوان أرانغو | - نيكولاس فيدور - خوسيه مانويل ري |

هدفان
| - رونالد غارسيا - جوليو بابتيستا - غونزالو خارا - غاري ميديل - فابيان أوريلانا - مارتشيلو سالاس | - روبن داريو بوستوس - هوغو روداليغا - إيفان كافيدس - كريستيان نوبوا - لويس فالنسيا - أوسكار كاردوزو | - باولو دا سيلفا - هرنان رينجيفو - خوان مانويل فارغاس - سيباستيان إغورين - دانييل أريزميندي - رونالد فارغاس |

هدف
| - ماريو بولاتي - استبان كامبياسو - خيسوس داتولو - دانييل دياز - لوتشو غونزاليز - غونزالو هيغواين - غابرييل ميليتو - رودريغو بالاسيو - مارتن باليرمو - ماكسيميليانو رودريغيز - كارلوس ألبرتو تيفيز - خوان كارلوس أركي - أليكس دا روزا - إدغار رولاندو أوليفاريس - ديدي توريكو - خيراردو يسيروتي - أدريانو - دانييل ألفيز | - إيلانو - فيليبي ميلو - جوان - لويزاو - رونالدينو - فاغنر لوف - جان بوسيجور - ماركو استرادا - إسماعيل فوينتيس - رودريغو ميار - والدو بونس - خورخي فالديفيا - أرتورو فيدال - راداميل فالكاو - تيوفيلو غوتييريز - دايرو مورينو - جيوفاني مورينو - أدريان راموس | - واسون رينتيريا - ماكنيلي توريس - فيليبي كايسيدو - إزاك مينا - خيفيرسون مونتيرو - بابلو بالاسيوس - كارلوس تينوريو - باتريسيو أوروتيا - نيستور أيالا - إدغار بينيتيز - بييرو ألفا - خوان كارلوس مارينيو - أندريس ميندوزا - فيسنتي سانشيز - أندريس سكوتي - أليخاندرو غيرا - أليخاندرو مورينو - ألكسندر روندون |

خطأ في مرماه
- غابريل هاينزه (لصالح الباراغواي)
- رونالد ريفيرو (لصالح فنزويلا)
- خوان فوينمايور (لصالح بيرو)